# نرجي (مقاطعة دالاهو)
نرجي (بالفارسية: نرژی) هي قرية تقع في كرمانشاه في إيران. يقدر عدد سكانها بـ 55 نسمة بحسب إحصاء 2016.